# Nakatsu
Nakatsu (中津市 Nakatsu-shi?) es una ciudad en la prefectura de Ōita, Japón, localizada en la parte norte de la isla de Kyūshū. El 1 de marzo de 2021 tenía una población estimada de 82 714 habitantes y una densidad de población de 168 personas por km².

## Geografía
Nakatsu se encuentra en el norte de la prefectura de Ōita, al sureste de Kitakyushu y al noroeste de la ciudad de Ōita, en el límite de la prefectura de Fukuoka, a orillas del Suō-nada en el mar interior de Seto.

## Historia
El área de la actual Nakatsu era parte de la antigua provincia de Buzen. Bajo el shogunato Tokugawa, Nakatsu estuvo bajo el control del dominio Hosokawa, y desde 1632 fue gobernada por una rama menor del clan Ogasawara. Desde 1717, hasta la restauración Meiji en 1868, estuvo bajo el dominio Okudaira. Después de 1871, Nakatsu formó una prefectura durante unos meses y luego se fusionó a la prefectura vecina de Kokura. Cuando esta última pasó a formar parte de la prefectura de Fukuoka en 1876, la mayor parte de Nakatsu fue asignada a la prefectura de Oita. La ciudad actual fue creada el 20 de abril de 1929, fusionando el asentamiento del castillo de Nakatsu con las aldeas circundantes. Se agregaron otras localidades durante la década de 1950 y más recientemente en 2005.

## Demografía
Según los datos del censo japonés, la población de Nakatsu se ha mantenido estable en los últimos 50 años.
| Gráfica de evolución demográfica de Nakatsu entre 1940 y 2015 |
|                                                               |
| Oficina de Estadísticas de Japón                              |